# Фрейзер, Джон (актёр)
Джон Александер Фрейзер (англ. John Alexander Fraser; 18 марта 1931, Глазго — 7 ноября 2020, Лондон) — британский  актёр, известный по ролям Альфонсо VI («Эль Сид») и лорда Альфреда Дугласа («Процесс над Оскаром Уайлдом»).

## Биография
Родился 18 марта 1931 года в Глазго. Начинал как актёр в сериалах «Театр воскресным вечером» и «Похищенный», после чего последовали главные роли в фильмах «Долина песен» (1953), «Хорошее начало» (1953), «Кто любит, Но все же сомневается» (1953) и «Хорошие компаньоны» (1957).
За роль лорда Альфреда Дугласа в фильме «Процесс над Оскаром Уайлдом» актёр был номинирован на премию BAFTA, которая вручается в Британии за лучшую мужскую роль. Затем последовала роль короля Альфонсо VI в историческом фильме «Эль Сид», которая была высоко оценена критиками. После «Эль Сида» у актёра были главные или ключевые роли в фильмах, среди которых были «Ярость в заливе Контрабандистов» (1961), «Отвращение» (1965) и «Айседора» (1968).
Помимо фильмов был известен актёрскими работами в нескольких сериалах, среди которых были «Опасный человек», «Коломбо», «Доктор Кто» и «Чисто английское убийство», а также в нескольких экранизациях рассказов о Шерлоке Холмсе.
Скончался 7 ноября 2020 года на 90-м году жизни от рака пищевода.